# Georg Scholz (Eishockeyspieler)
Georg Scholz (* 24. Juni 1937 in Füssen) ist ein ehemaliger deutscher Eishockeyspieler, der mit der deutschen Nationalmannschaft an den Olympischen Winterspielen 1964 teilnahm. Mit dem EV Füssen wurde er sechsmal Deutscher Meister. Später war er als Trainer tätig.

## Karriere
Georg Scholz spielte zunächst von 1956 bis 1960 für den ESV Kaufbeuren, mit dem er 1959 in die Bundesliga aufstieg. Ein Jahr später unterlag der ESVK der TuS Eintracht Dortmund in der Relegation zur Bundesliga in zwei Spielen und stieg wieder in die Oberliga ab. Daraufhin verließ Scholz den Klub und kehrte er in seine Geburtsstadt zurück. Mit dem dortigen EV Füssen gewann er nicht nur die Meisterschaft 1961, sondern bis 1969 fünf weitere deutsche Meistertitel. Zudem gewann er mit dem Team aus dem Ostallgäu 1964 den Spengler Cup. Dabei wurde er in seiner Füssener Zeit 1963 Torschützenkönig, 1961 Zweiter der Torjägerliste und belegte 1964 Rang drei. Zu seinem letzten Meistertitel trug er als Topscorer der Saison 1968/69 bei. Anschließend kehrte er nach Kaufbeuren zurück, wo der ESVK gerade in die Bundesliga aufgestiegen war, und beendete dort 1976 seine Karriere. Ab 1974 hatte er beim ESVK als Spielertrainer agiert und wurde nach seiner Spielerlaufbahn hauptamtlicher Trainer beim ESVK, der damals in der 2. Bundesliga spielte. In den Spielzeiten 1978/79 und 1983/84 war Trainer beim EV Füssen.
Bei der Junioren-Weltmeisterschaft 1981 war er Cheftrainer der deutschen U20-Auswahl.

### International
Für die deutsche Eishockeynationalmannschaft spielte Scholz bei den A-Weltmeisterschaften 1961 und 1963 sowie bei der B-Weltmeisterschaft 1969. Auch bei den Olympischen Winterspielen 1964 war er Teil der deutschen Mannschaft. Insgesamt kam er auf 49 Länderspiele für Deutschland.

## Erfolge und Auszeichnungen
- 1961 Deutscher Meister mit dem EV Füssen
- 1963 Deutscher Meister mit dem EV Füssen
- 1963 Torschützenkönig der Bundesliga
- 1964 Deutscher Meister mit dem EV Füssen
- 1964 Gewinn des Spengler Cups mit dem EV Füssen
- 1965 Deutscher Meister mit dem EV Füssen
- 1968 Deutscher Meister mit dem EV Füssen
- 1969 Deutscher Meister mit dem EV Füssen
- 1969 Topscorer der Bundesliga